# Брюссельская капуста
Брюссе́льская капу́ста — овощная культура, один из культурных сортотипов вида Капуста огородная. Ранее выделялась как самостоятельная ботаническая разновидность этого вида — Brassica oleracea var. gemmifera (DC.) Zenker. При современном подходе в соответствии с правилами МКБН корректным названием группы сортов является Brassica oleracea Gemmifera Group.

## История распространения культуры
В диком виде не встречается. Родоначальником брюссельской капусты является капуста листовая — Brassica oleracea L. convar. acephala (DC) Alef., произрастающая в диком виде в Средиземноморье, где ещё в древности введена в культуру.
Брюссельская капуста была выведена из листовой капусты овощеводами в Бельгии, откуда проникла во Францию, Германию и Голландию. Карл Линней впервые научно описал капусту и назвал её брюссельской в честь бельгийских огородников из Брюсселя. В России она появилась в середине XIX века, но распространения не получила из-за суровых климатических условий. Брюссельскую капусту широко культивируют в странах Западной Европы (особенно в Великобритании), а также в США и Канаде. В России возделывают в ограниченном количестве, в основном, в центральных районах.

## Ботаническое описание

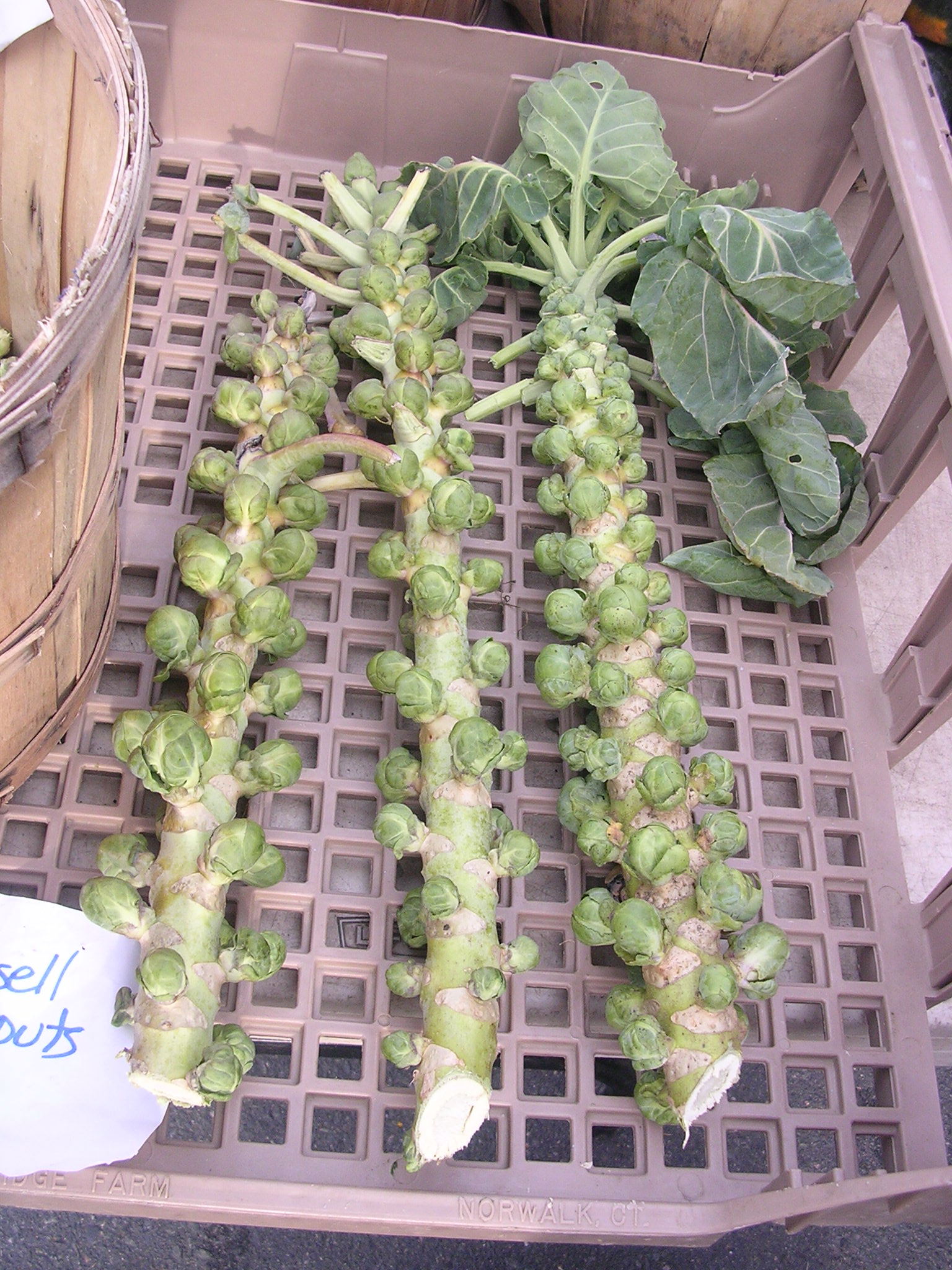
Кочанчики на стебле

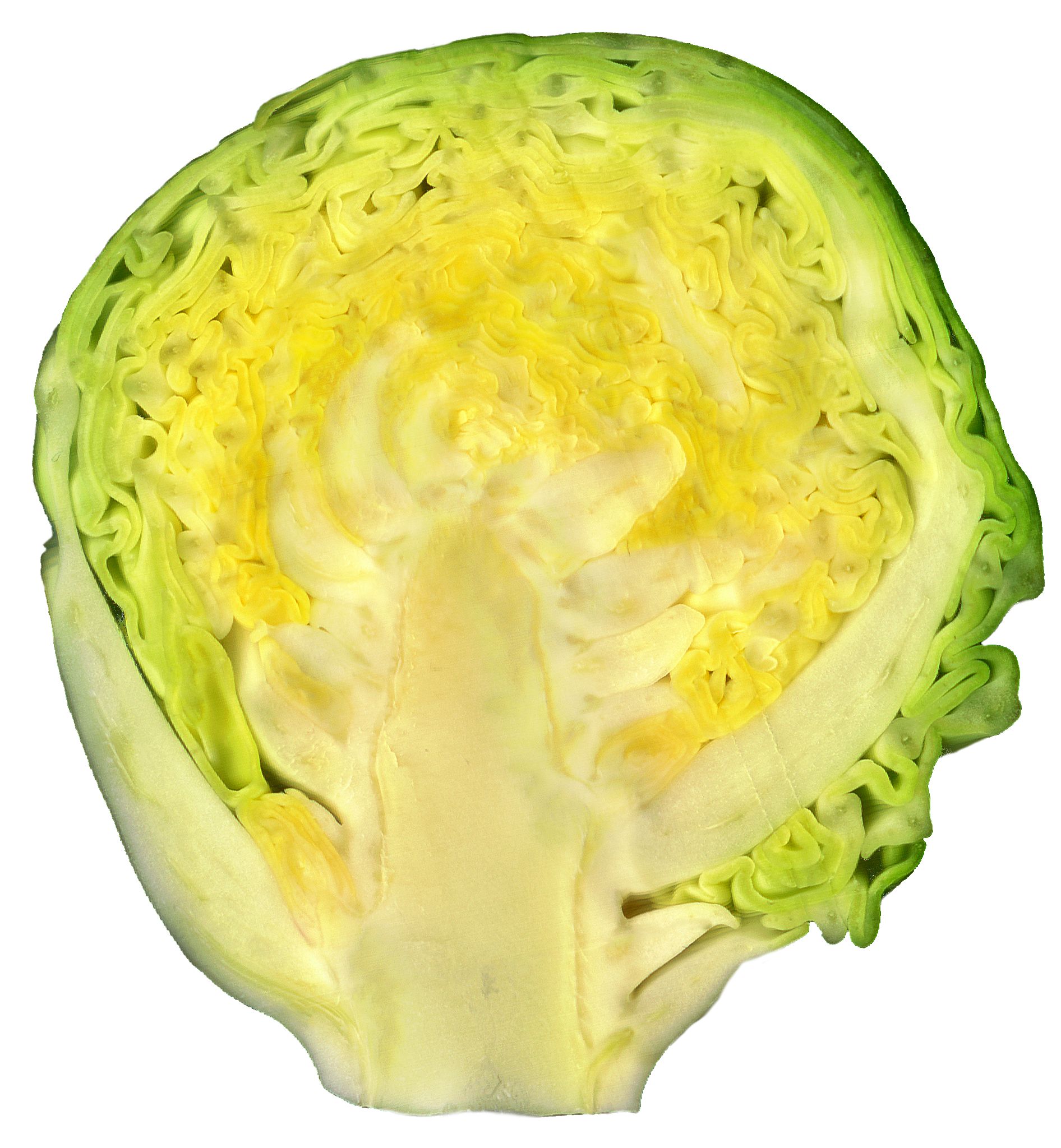
Кочанчик в разрезе

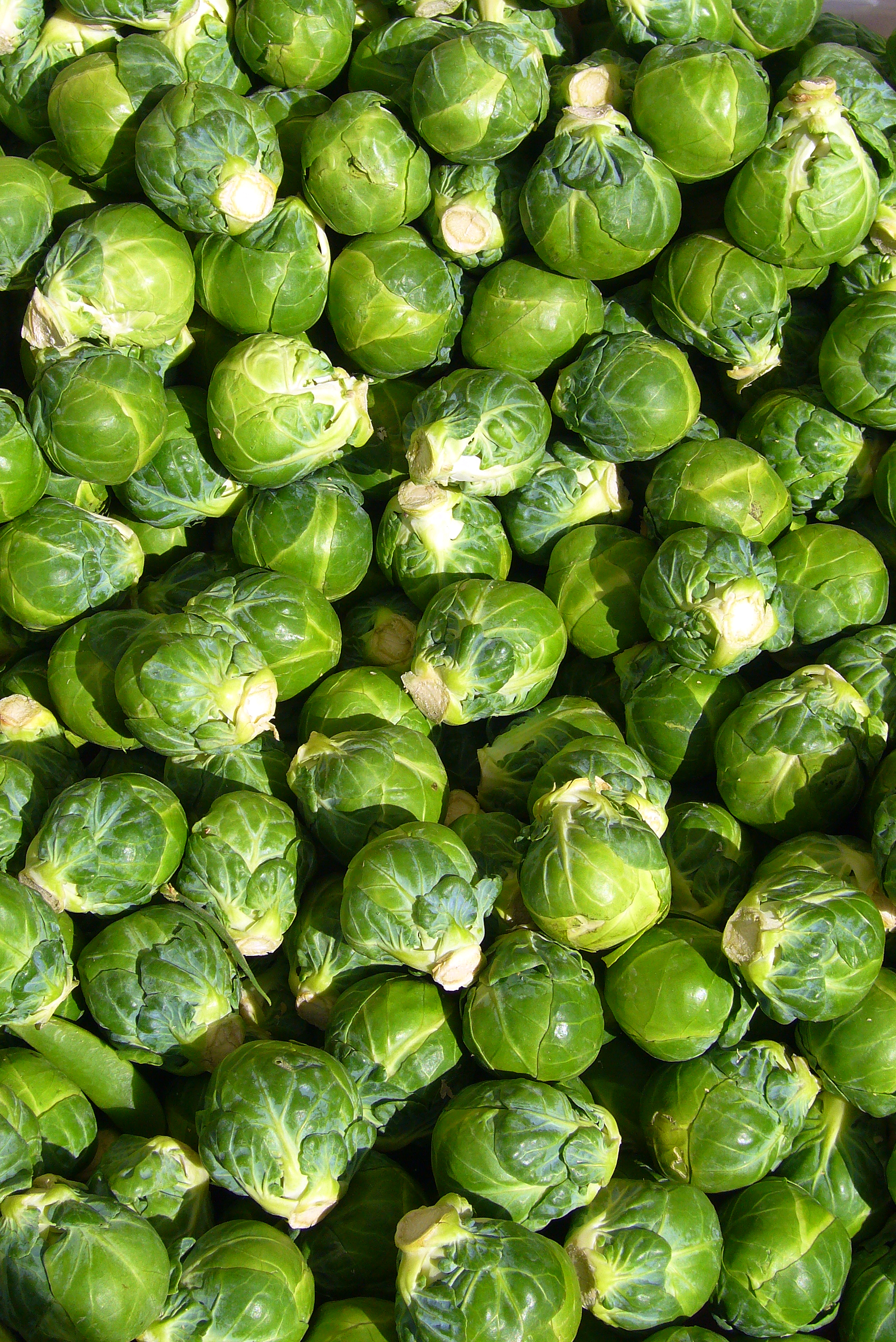
Кочанчики, отделённые от стебля

Брюссельская капуста — двулетнее перекрёстноопыляющееся растение, не похожее на другие виды капусты. В первый год образует цилиндрический толстый стебель высотой 20—60 см и более, с мелкими или средней величины слаболировидными листьями на тонких черешках длиной 14—33 см, с небольшим количеством мелких долей. Пластинки листа зелёные или серовато-зелёные, со слабым восковым налётом, с цельными гладкими или слабо изогнутыми краями, от плоских до ложковидных, длиной 18—40 см, шириной 18—32 см. В пазухах листьев, на вершине сильно укороченных стеблей, образуются небольшие (величиной с грецкий орех) кочанчики. На одном растении образуется 20—40 и более кочанчиков. По внешнему виду кочанчики напоминают обыкновенные белокочанные вилки в миниатюре.
На второй год жизни у брюссельской капусты развиваются сильно разветвлённые цветоносные побеги, растение цветёт и даёт семена. Цветки желтоватые, собранные в кисть, средней величины, лепестки с приподнятыми краями. Плод — многосемянный стручок. Семена мелкие, 1,5—2 мм в диаметре, шаровидной формы, с гладкой поверхностью, тёмно-коричневые, почти чёрные. В 1 г содержится 200—300 штук семян. Семена сохраняют всхожесть 5 лет.

### Биологические особенности
Брюссельская капуста, особенно зрелые растения, устойчива к низким температурам. Капуста вегетирует при температуре 5—8 °C. Однако, наиболее благоприятной температурой для роста рассады является дневная температура 12—15 °C и ночная 8—10 °C. Взрослые растения сортов брюссельской капусты выдерживают понижение температуры до −5—8 °C. В некоторых странах Западной Европы (Нидерланды, Великобритания) её выращивают в зимний период. Несмотря на то, что капуста считается холодостойким, малотребовательным к теплу растением, её наилучший рост и развитие идут при температуре 18—22 °C.

Капуста — очень влаголюбивое растение, однако её недостаток переносит лучше других видов капусты из-за мощной корневой системы. Капуста — культура длинного дня, светолюбивое растение, не переносит затенения, загущения, особенно в период появления всходов и в фазе рассады. Её надо располагать на открытых участках. Чем больше солнечных дней, тем выше урожай и качество капусты. Она требовательна к почвенному плодородию. В фазе рассады и формирования розетки растения нуждаются в азотных удобрениях. Однако их избыток может привести к чрезмерному накоплению нитратов. При росте и формировании кочанчиков — в фосфорно-калийных удобрениях. Вегетационный период составляет 135—150 суток.

### Химический состав
В брюссельской капусте содержится целый ряд полезных для организма веществ. В её маленьких кочанчиках содержатся (в процентах на сырое вещество) сухие вещества — 15,5—17,5 %, сахара — 4,6—5,4 %, крахмал — 0,5 %, клетчатка — 1,2—1,7 %, сырой белок — 3,5—5,5 %. Но особая ценность капусты состоит в исключительно разнообразном наборе витаминов. В продуктовых органах капусты обнаружены витамины (в мг на 100 г сырого вещества): C — 104,4—207,7 мг%, каротин — 0,1—0,5 мг%, B1 — 0,13 мг%, B2 — 0,15 мг%, B6 — 0,28 мг%, B9 — 31 мг%, PP — 0,70 мг%. Брюссельская капуста богата минеральными солями натрия (7 мг%), калия (500 мг%), кальция (40 мг%), магния (40 мг%), фосфора (110 мг%), железа (1,3 мг%), йода, а также целым рядом свободных аминокислот и ферментов. Сложный биохимический состав капусты ставит её в ряд незаменимых пищевых продуктов, а также позволяет считать её ценным лекарственным средством.

## Агротехника

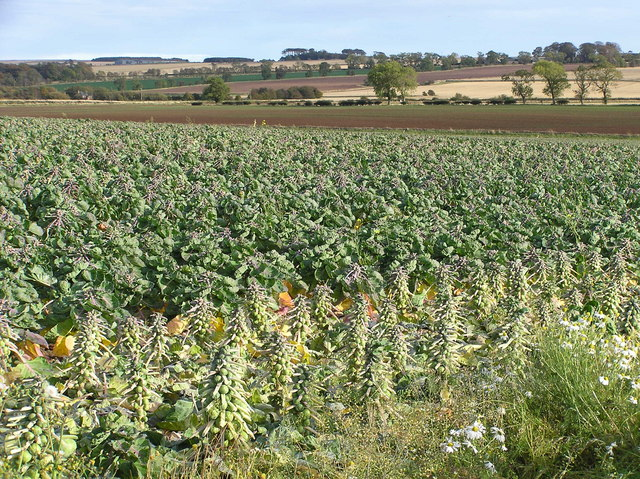
Поле с брюссельской капустой в фазе технической спелости

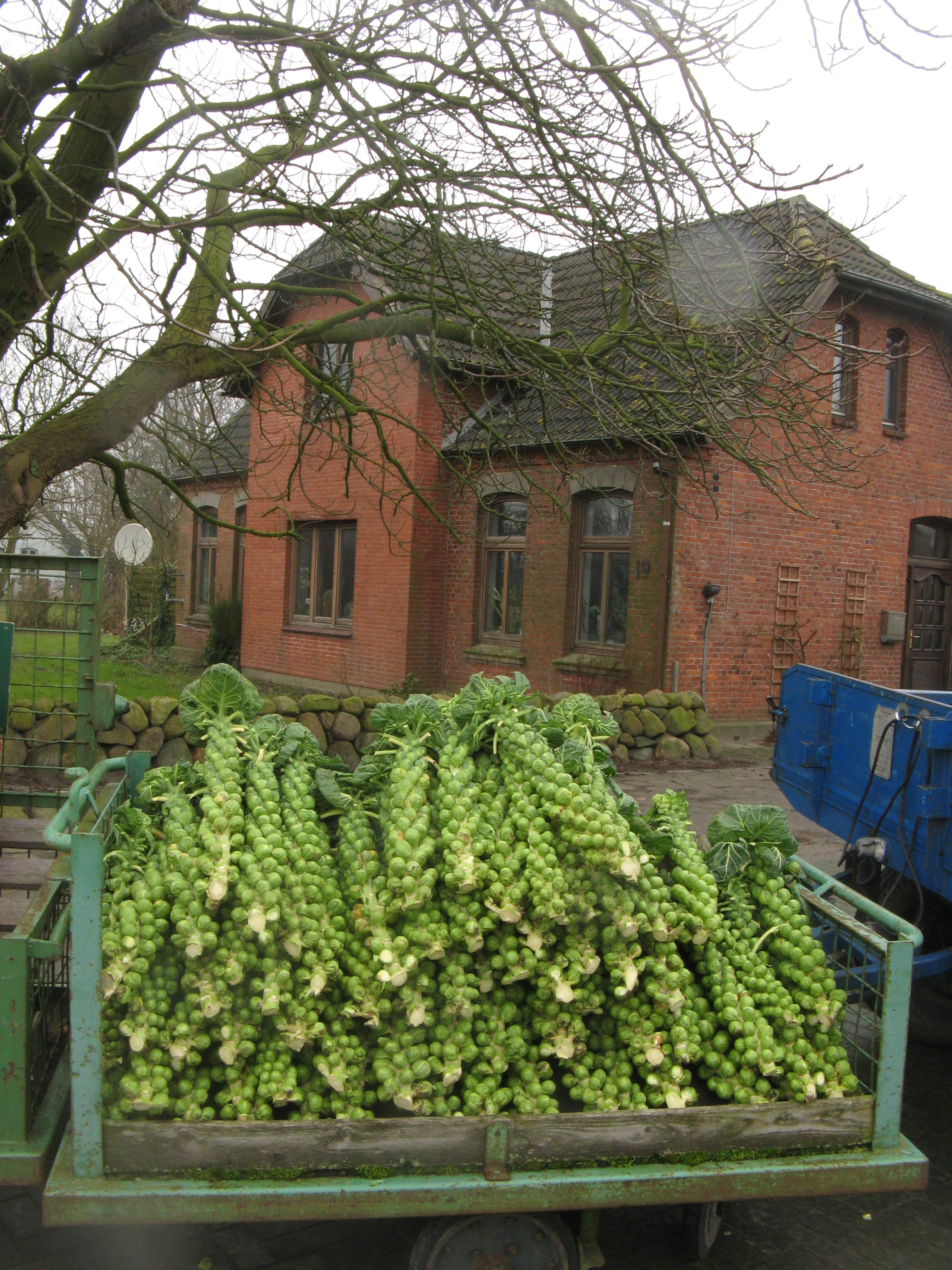
Брюссельская капуста, погруженная на тележку

Брюссельская капуста хорошо растёт на плодородной окультуренной почве, на открытых, солнечных или слегка затенённых участках. Лучшими почвами для капусты являются суглинистые почвы, богатые органическим веществом, слабокислые или нейтральные с pH не ниже 5,5. Хорошими предшественниками являются бобовые, корнеплодные овощные культуры, огурцы, лук, картофель, томаты. Нельзя сажать капусту после капусты и других растений семейства крестоцветных из-за общих болезней и вредителей. Возвращать капусту на один и тот же участок следует не ранее чем через 4—5 лет.
Подготовка почвы включает её глубокую осеннюю перекопку с целью заделки растительных остатков и борьбы с сорняками. Под вспашку или перекопку вносят минеральные удобрения. На 1 м² вносят 6 кг торфокомпоста, по 30—40 г аммиачной селитры и суперфосфата, 20—25 г хлорида калия. Особенностью брюссельской капусты является высокая потребность в кальции, поэтому осенью желательно внести до 200 г/м² извести или 200—300 г/м² золы.
Рано весной участок боронуют, а перед посадкой мелко вспахивают или перекапывают. Чтобы избежать задержки формирования кочанчиков и увеличить их размеры, под эту капусту не вносят свежее органическое удобрение.
Брюссельскую капусту выращивают почти так же, как и белокочанную капусту. Для получения рассады семена высевают в 1—2 декаду апреля в утеплённые рассадники или парники на солнечном обогреве. Расход семян при выращивании через рассаду — 0,03—0,05 г/м². Глубина посева 1—2 см. При благоприятной температуре почвы, оптимальной влажности и нормальной глубине заделки всходы появляются через 3—4 дня. Минимальная температура прорастания семян 2—3 °C. Высаживают рассаду в открытый грунт с 15 мая по 5 июня. Сажают рядами, с междурядьями 70 см и расстояниями между растениями в ряду 60—70 см. При посадке землю плотно прижимают к корням, чтобы не осталось пустот, а высокие растения были надёжно закреплены в грунте.
Уход за растениями такой же, как и за белокочанной капустой, меры борьбы с вредителями и болезнями те же. Отличительная особенность технологии выращивания заключается лишь в том, что для брюссельской капусты делают небольшое окучивание или не окучивают совсем, так как первые кочанчики располагаются у основания стебля. Иногда для лучшего закрепления растений используются опоры. В конце вегетационного периода, за 20—30 суток до уборки урожая (августе — сентябре) у поздних сортов осуществляют декапитацию — прищипывают верхушечную почку и удаляют листья розетки, что приводит к ограничению роста стебля, формированию более крупных кочанчиков, повышает их качество и ускоряет сроки сбора.
Убирают урожай брюссельской капусты с октября до глубокой осени, выборочно, выламывая сформировавшиеся кочанчики по мере их созревания, начиная с нижних, более крупных. Такой способ уборки приводит к увеличению общего урожая, так как верхние кочанчики продолжают формироваться и подрастать. Окончательную уборку производят в конце октября — начале ноября. Ко времени наступления устойчивых холодов растение срубают целиком у корневой шейки, удаляют листья и верхушечную почку. Если кочанчики отделить от стебля, то они быстро завянут, а оставленные на стебле с удалёнными листьями могут храниться 3—4 месяца.
Применяя способ осеннего доращивания, можно также получать продукцию до глубокой осени. Для этого выкопанные растения с корнями переносят в подвалы, парники, теплицы или другие сооружения с умеренными температурами и прикапывают в канавках вплотную друг к другу в хорошо увлажнённую почву. В процессе доращивания, проходящего в темноте при температуре 3—5 °C, формирование кочанчиков продолжается за счёт оттока к ним питательных веществ растения.
В домашних условиях кочанчики вместе со стеблем хранят в полиэтиленовых пакетах при температуре 1 °C в течение 2 месяцев.

### Семеноводство
Агротехника семеноводства брюссельской капусты по технологии не отличается от семеноводства белокочанной капусты и состоит из трёх основных этапов: выращивание маточников, хранение их в зимний период и выращивание семян. Посев семян производят в те же сроки, что и для продовольственных целей. При уборке маточников (до наступления заморозков) отбирают хорошо развитые, правильно сформировавшиеся растения с крупными и плотными кочанчиками. У растений обрезают боковые листья, оставляя верхушечную почку с листьями и черешки на 1,5—2 см выше кочанчиков. Для хранения в зимнее время семенники с корнями прикапывают в песок, помещая их в бурты или холодные хранилища вертикальными рядами. Хранят маточники при температуре 0—1 °C и влажности воздуха 90—95 %. По мере подсыхания остатки черешков удаляют. Весной необходимо проводить предпосадочное подращивание. Для этого семенники за 2—3 недели до высадки на постоянное место прикапывают в открытый грунт. Высаживают растения по схеме 70х70 см, как только позволит почва. Уход за семенниками заключается в подкормке, борьбе с сорняками и вредителями, орошении, окучивании и подвязке семенников. Убирают по достижении семенами молочно-восковой зрелости. Срезают побеги с плодами и помещают под навесом или устанавливают в снопиках в поле, где плоды дозревают.

### Характеристика сортов и гибридов
Оценку апробационных признаков сортов брюссельской капусты проводят в период формирования 50 % хозяйственногодных кочанчиков на растении по следующим показателям:
- характер расположения кочанчиков: в виде конуса или в виде цилиндра.
- расположение кочанчиков: может быть густое расположение (примыкают один к другому), средней густоты (между кочанчиками расстояние до 2 см) или редкое (расположение между кочанчиками более 2 см).
- форма кочанчиков: круглая или короткоовальная.
- величина кочанчиков: мелкие — до 2,5 см в диаметре, средние — 2,5—3,5 см, крупные — свыше 3,5 см.
- Поверхность покрывающих кочанчики листочков: гладкая и гофрированная.
- Плотность кочанчиков: плотные, средние, рыхлые.

В России наиболее распространёнными культивируемыми сортами брюссельской капусты являются:
Боксёр (F1). Выведен в Нидерландах (BEJO ZADEN B.V.). Среднепоздний. Период от высадки до наступления технической спелости составляет 140 дней. Высота стебля средняя и высокая. Расположение кочанчиков на стебле цилиндрическое. Кочанчики округлые, среднего размера, плотные и средней плотности, зелёной окраски с антоцианом. Лист среднего размера, тёмно-зелёной окраски с антоцианом. Пластинка листа слабовогнутая, мелкоморщинистая. Край листа гладкий, восковой налёт средний и сильный. Черешок длинный, с антоцианом. Вкусовые качества кочанчиков удовлетворительные. Товарная урожайность кочанчиков 1,6 кг/м². Устойчив к низким температурам. Слабо поражается слизистым бактериозом. Допущен по использованию по Российской Федерации с 1993 года. Рекомендуется для потребления в свежем виде и в переработанном.
Геркулес. Выведен во Всероссийском НИИ селекции и семеноводства овощных культур. Позднеспелый. Период от полных всходов до технической спелости 145—160 дней. Высота стебля 45—60 см. Кочанчики расположены на стебле в виде конуса, их форма овальная, диаметр 3—5 см, масса 10 г. На растении образуется 20—30 кочанчиков. Лист с мелкой ложковидной пластинкой, серо-зелёный. Кочанчики среднеплотные и рыхлые, состоят из гофрированных листочков. Вкусовые качества варённых кочанчиков хорошие. Товарная урожайность кочанчиков 0,4—0,6 кг/м². Устойчив к низким температурам. Допущен к использованию по Российской Федерации с 1950 года. Рекомендуется для домашней кулинарии и консервирования.
Долмик (F1). Выведен в Нидерландах (Royal sluis). Раннеспелый. Высота растения от средней до высокой. Лист среднего размера, серо—зелёный, пузырчатость средняя, средневогнутый, загнутость края отсутствует, восковой налёт от среднего до сильного. Положение черешка горизонтальное до полувертикального, антоциановая окраска черешка слабая. Кочанчик среднего размера, округлый, средне-зелёный. Густота кочанчиков от средней до широкой. Расположение кочанчиков на стебле цилиндрическое. Масса кочанчика 7—17 г. Товарная урожайность 1,7—2,5 кг/м². Допущен к использованию в Российской Федерации в 1994 году. Рекомендуется для потребления в свежем виде и в виде быстрого замораживания.
Завитка. Выведен в Чехии (Agrofirma «Moravoseed»). Позднеспелый. Период от посева до начала технической спелости 170—180 дней. Растение высокорослое, высотой 80—90 см. Лист овальный, пластинка листа морщинистая, серо-зелёная. Кочанчики средние, округлые, диаметром 4—5 см, среднеплотные, на разрезе жёлто-зелёные. Масса одного кочанчика 10—15 г, их число на растении 30—35 штук. Вкусовые качества хорошие. Товарная урожайность 2,4 кг/м². Во время образования кочанчиков требователен к влаге. Ценность сорта: способность к формированию большого числа кочанчиков, хороший вкус, морозоустойчивость. Допущен к использованию в Российской Федерации с 1995 г. Рекомендуется для потребления в свежем виде и переработки.
Касио. Выведен в Чехии (Agrofirma «Moravoseed»). Среднеспелый. Период от полных всходов до наступления технической спелости 185 дней. Растение средней высоты. Лист сине-зелёный, со средним восковым налётом, среднего размера, плоский, пузырчатость средняя, загнутость края отсутствует. Положение черешка горизонтальное, антоциановая окраска слабая. Кочанчик среднего размера, 2—3 см в диаметре, плотный, широкоэллиптический, сине-зелёный. Открытие внешних листьев среднее. Расстояние между кочанчиками среднее. Масса одного кочанчика 10—11 г. Их число на растении 60—70 штук. Вкусовые качества хорошие. Товарная урожайность 1,8—2,0 кг/м². Ценность сорта: высокая урожайность, хорошее качество продукции. Допущен к использованию по Российской Федерации с 1997 г. Рекомендуется для садово-огородных участков, приусадебных и мелких фермерских хозяйств. Потребляется в свежем виде.
Розелла. Выведен в Германии (Фирма «Замен Маузер Кведлинбург»). Среднеранний. Техническая спелость кочанчиков наступает на 160 день от посева семян. Растение среднее до высокого. Листовая пластинка средняя до большой, тёмно-зелёная, вогнутая, пузырчатость слабая до средней, восковой налёт слабый, края загнуты. Черешок длинный, полувертикальный. Антоциановая окраска очень слабая или слабая. Кочанчик среднего размера, узкообратнояйцевидной формы, зелёный. Масса кочанчика 13 г. Вкусовые качества и плотность удовлетворительные. Товарная урожайность 1,1—1,7 кг/м². Ценность сорта: сравнительно дружное формирование урожая. Допущен к использованию по Российской Федерации в 1995 г. Рекомендуется для потребления в свежем виде и переработки.
Мачуга. Высокоурожайный, среднепозднеспелый. Довольно рано начинает завязывать тёмно-зелёные кочанчики. Для любительского выращивания. Предназначен для потребления зимой.
Руднеф. Высокоурожайный, раннеспелый. Кочанчики диаметром 1—2 см, превосходного качества и вкуса. Благодаря высокой устойчивости к заморозкам (в поле не повреждается даже при —7 °C) и длительной сохранности на стебле сорт обеспечивает изысканной продукцией до Нового года.
Фрегата (F1). Среднераннеспелый. Предназначен для замораживания и потребления в свежем виде. Кочанчики почти одинаковой величины, твёрдые.
Эксплорер (F1). Урожайный, холодостойкий. Предназначен для потребления в свежем виде и переработки. Растение среднерослое, высотой 80—90 см. Кочанчики круглые или овальные, массой 8—14 г, размером 2,5 см, плотные. Вкусовые качества отличные.

## Применение

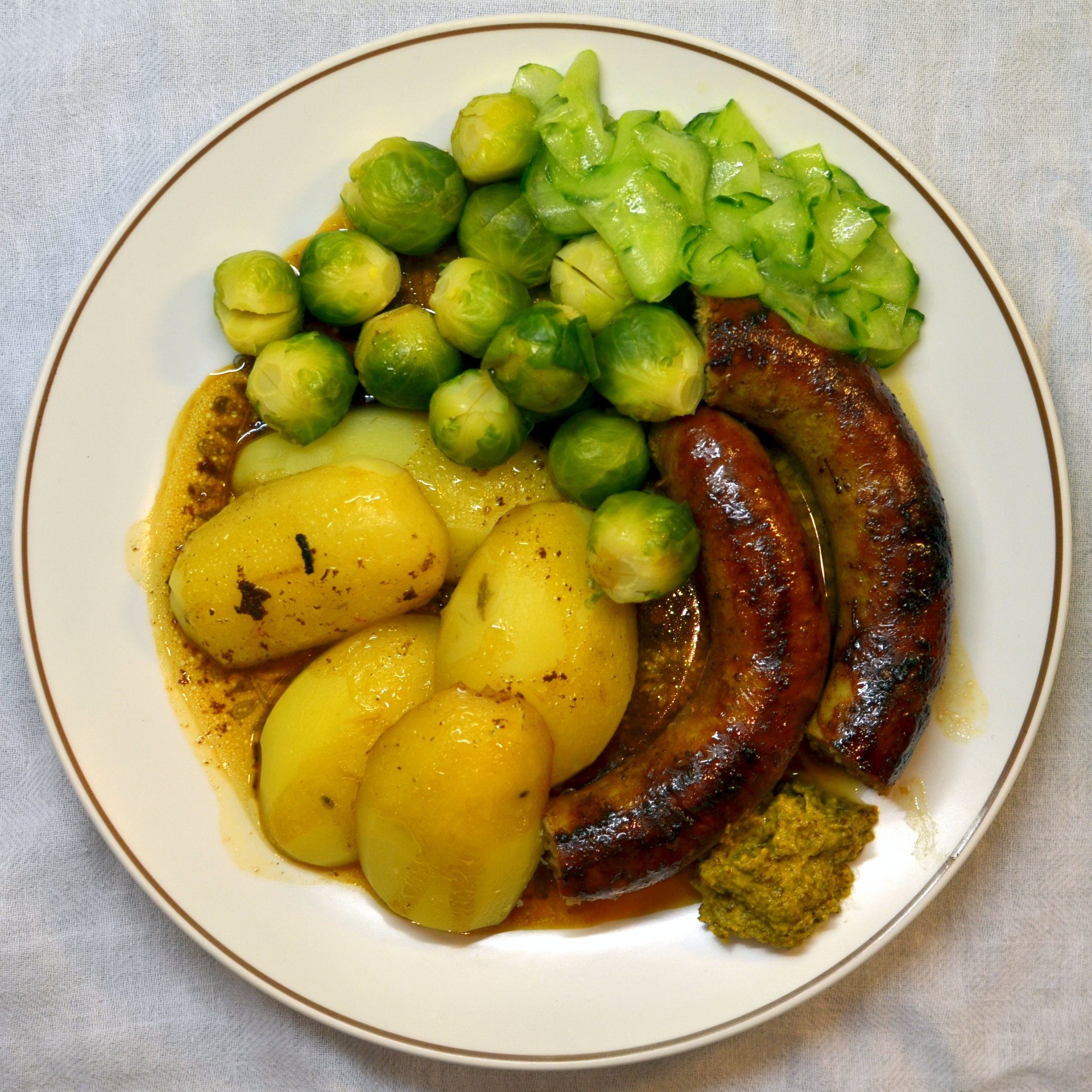
Гарнир из кочанчиков

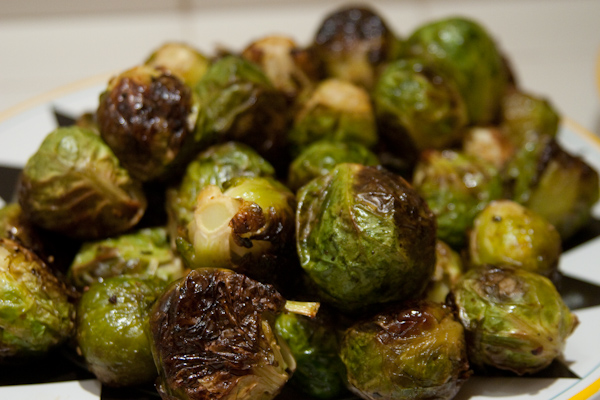
Жареные кочанчики

В пищу употребляют небольшие кочанчики, образующиеся из боковых видоизменённых почек в пазухах листьев. Они обладают высокими пищевыми качествами. Кочанчики брюссельской капусты отваривают, используют для приготовления салатов, супов и мороженных овощных смесей, тушат, жарят. Целые кочанчики идут на приготовление щей и вторых блюд, их можно также отваривать, а затем тушить с маслом, обжарить с панировочными сухарями до румяной корочки и подавать к столу со сливками или сметаной. Оригинальная форма и размер кочанчиков в сочетании с привлекательной зелёной или фиолетовой окраской позволяют использовать кочанчики брюссельской капусты для оформления праздничных блюд, а высокие вкусовые достоинства — для изысканных блюд гурманов. Её можно также сушить.
Выбирая брюссельскую капусту, надо обращать внимание на свежесть верхних листочков и отсутствие тёмных пятен и следов загнивания на самих кочанчиках и на стебле. Стебель должен быть чистым и светлым. Если капуста пожелтела, значит, её качество ухудшилось. Можно закупать брюссельскую капусту впрок, держать в овощном отсеке холодильника и отрезать кочанчики от стебля по мере необходимости. Если капуста начинает портиться, нужно зачистить повреждённые места, а срезанные кочанчики заморозить.
Брюссельская капуста рекомендуется как диетический продукт для страдающих сердечно-сосудистыми заболеваниями. Есть сведения, что употребление брюссельской капусты стимулирует заживление ран. Сок способствует восстановлению функции поджелудочной железы, она очень полезна при сахарном диабете.